# Гойбель, Александр
Александр Гойбель (нем. Alexander Heubel; 9 апреля 1813[…], Лимбажи — 22 января 1847[…], Рига) — русско-немецкий художник.

## Биография
Родился в 1813 году в российской Лифляндии в провинциальном местечке в немецкой семье резчика по дереву Августа Готхильфа Гойбеля (1760–1846) и его жены Юлианы Марии, урожденной Гейвиц (ум. 1831). 
В 1819 году вместе с родителями переехал в Ригу, где семья оставалась до 1827 года, а затем — в Дерпт. Унаследовав интерес к искусству от отца, в Риге Александр Гойбель поступил в ученики к художнику-портретисту Георгу Генриху Бюттнеру (1799–1879). При поддержке рижского купца, мецената Фридриха Вильгельма Бредерло, Гойбель в 1832 году отправился в Дрезден, где поступили в Дрезденскую академию художеств. 
В 1834 году Гойбель переехал в Дюссельдорф и перешёл в Дюссельдорфскую академию художеств, где проучился до 1840 года. Среди его профессоров были Эдуард Бендеман, Фридрих Вильгельм фон Шадов и Теодор Хильдебрандт. В 1837 году в Дюссельдорфе написал картину «Моисей и Аарон» на сюжет библейской Книги Исход, изображающий молитву Моисея о даровании евреям победы над амаликитянами.
Окончив обучение в Дюссельдорфе, Гойбель в 1840 году отправился в Рим, где прожил пять лет. Находясь в Риме, по заказу русской императрицы Александры Фёдоровны он создал картину «Три отрока в печи огненной». Около 1845 года через Дрезден, где написал портрет художника Теобальда фон Эра, вернулся в Россию и отправился Санкт-Петербург. В этом городе Гойбель по праву рассчитывал на карьерный успех и покровительство императрицы, однако, всего спустя несколько месяцев у него проявились симптомы туберкулёза. 
Из-за этого художник был вынужден вернуться в Ригу, где ему снова оказал покровительство негоциант Бредерло. Он отвёл Гойбелю помещение в своём доме, где тот успел написать свой автопортрет, но уже в следующем 1846 году скончался от туберкулёза в 33-летнем возрасте. Другой портрет Гойбеля был создан его коллегой — художником Августом Пецольдом.
Вместе с Пецольдом, Игнациусом и Гиппиусом, Гойбель принадлежал к той группе остзейских художников, которые получили образование в известных европейских академиях, находились в тесном контакте с представителями ведущих течений в западном искусстве своего времени: романтиками, назарейцами, представителям Дюссельдорфской школы живописи; провели много лет, путешествуя по Европе, однако на родине, по различным причинам, не смогли реализоваться в той мере, в какой можно было предполагать.

## Дополнительная информация
В современной Латвии Гойбель обычно рассматривается, как латвийский художник. 
Автопортрет, представленный справа в шаблоне статьи, выполнен в 1846 году и хранится в коллекции Латвийского национального художественного музея в Риге.

## Галерея

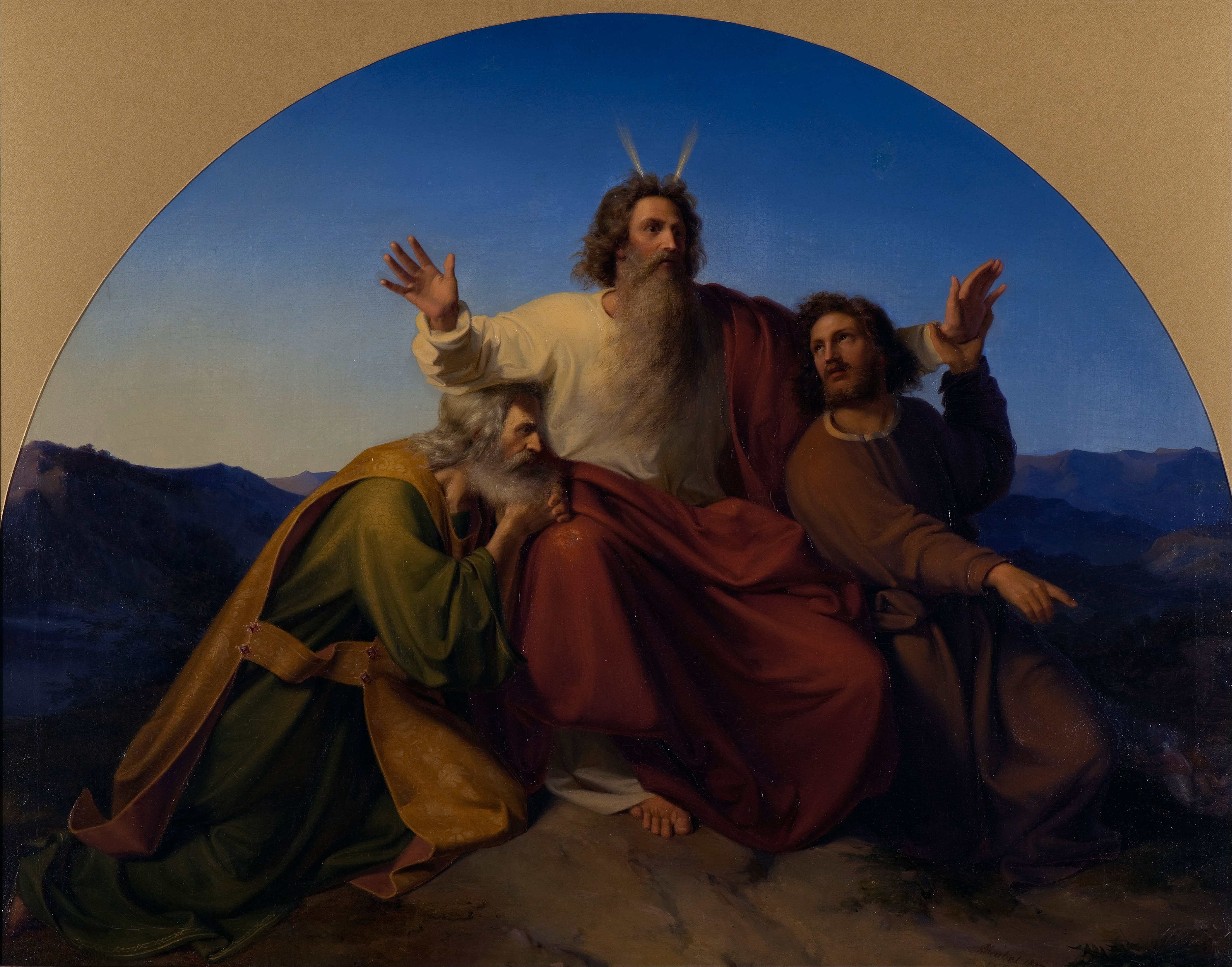
Моисей и Аарон, 1837, Латвийский национальный художественный музей
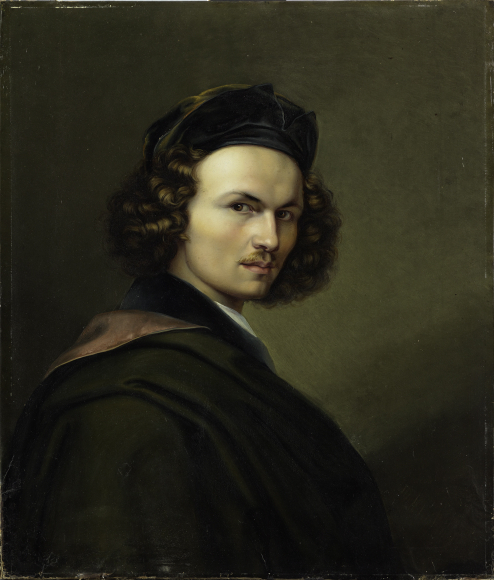
Август Пецольд. Портрет Александра Гойбеля, Эстонский художественный музей